# Galten Kirke
Galten Kirke ligger i Galten Sogn, Århus stift, i det tidligere Framlev Herred, Århus Amt, nu Skanderborg Kommune, Region Midtjylland. Kirken er opført i 1884 af røde mursten i en nyromansk stil efter tegninger af arkitekt Vilhelm Puck (1844-1926). Kirken blev opført som afløsning for en romansk kirke, der blev revet ned. Den romanske kirke var opført af rå og kløvet kamp med hjørnekvadre, kirken havde tårn med bindingsværk øverst og et våbenhus mod syd. Enkelte udsmykninger fra den gamle kirke er blevet genbrugt i den nye. Tre gravsten er indmuret i den tresidede korafslutnings murværk, figurstenen er over Søren Frandsen og Maren Madsdatter (død 1695).
Skibet har åben tagstol, kor og tårnrum har flade bjælkelofter. To korbuekragsten med palmetfrise fra den tidligere romanske kirke er indsat i korbuen. Altertavlen er en fløjaltertavle fra 1938 med maleri fra 1913 af Sophus Vermehren. I kirken er ophængt en indskriftstavle og et par våbenskjolde, som stammer fra en begravelse i den gamle kirkes vestende for Bartram Buchwald (død 1736) og hans hustru Margrete Arenkild.
Den romanske granitfont stammer formodentlig fra den tidligere romanske kirke, den har løvefigurer på kummen og dyr i felterne på den terningkapitælformede fod.
- Skibet set mod øst
- Kragsten i korbuen
- Døbefonten

## Eksterne kilder og henvisninger
- Galten Kirke Arkiveret 31. januar 2011 hos  Wayback Machine hos nordenskirker.dk
- Galten Kirke hos KortTilKirken.dk
- Galten Kirke hos danmarkskirker.natmus.dk (Danmarks Kirker, Nationalmuseet)

- Wikimedia Commons har flere filer relateret til Galten Kirke